# Poppy Mercury
Poppy Yusfidawaty (Bandung, 15 de noviembre de 1972 - Bandung, 28 de agosto de 1995), conocida artísticamente como Poppy Mercury, fue una actriz, cantante de género rock y modelo indonesia.

## Primeros años
Poppy fue la quinta de siete hijos de H. Kemal Johan y Hj. Titi Supiyati. Tenía ascendencia neerlandesa, sueca, noruega e indonesia alemana por parte de su abuela materna, descendiente de la familia Grabosch. Su abuelo materno era de ascendencia javanesa, sundanesa, minang y bugis. Su padre trabajaba en la fábrica de quina Bukit Unggul, lo que obligó a la familia a mudarse a menudo durante su infancia. Comenzó a cantar y a tocar instrumentos musicales, como el piano y la guitarra, durante sus estudios.
Tras graduarse de la escuela secundaria Korpri, comenzó a trabajar en el Banco BTPN con su mejor amiga, Moudy Wilhelmina. La inspiración de ambas fue Anni-Frid Lyngstad, cantante de ABBA, y Freddie Mercury, cantante de Queen.

## Carrera
La carrera discográfica de Mercury comenzó en 1990, cuando lanzó su primer sencillo de balada poderosa, "Terlalu Pagi", a la edad de 18 años. En 1991, lanzó los sencillos "Fantasia Bulan Madu" y "Suci Dalam Debu" junto al cantante malasio Saleem Iklim. Su álbum debut, Antara Jakarta-Penang, fue lanzado el mismo año. Le siguieron Surat Undangan en 1992 y Terlambat Sudah y Antara Kau Dia dan Aku en 1993. Su álbum de 1994, Biarkan Ku Pergi, mostró una dirección más orientada al pop con un poco de balada poderosa. En 1995, lanzaría Hati Siapa Tak Luka y Tak Mungkin Dipisahkan.

## Muerte
Poppy Mercury ofreció su último concierto en vivo el 2 de agosto de 1995 en Padang. Sufría de pésima salud antes de la actuación, pero aceptó celebrarlo para no decepcionar a quienes planeaban asistir. 
Tras regresar de su espectáculo, tuvo tiempo de compartir con su familia los recuerdos que compró en Padang, pero al día siguiente su salud empeoró de inmediato. El 25 de agosto, ingresó en el Hospital Hasan Sadikin de Bandung, antes de fallecer tres días después por complicaciones relacionadas con gastritis, bronquitis y reumatismo. Fue enterrada en el cementerio público Sirna Raga de Bandung. Falleció el mismo año que otros jóvenes artistas indonesios, como Nike Ardilla y Abiem Ngesti.

## Discografía
1. Antara Jakarta dan Penang (1991)
2. Surat Undangan (1992)
3. Terlambat Sudah (1993)
4. Antara Kau Dia dan Aku (1993)
5. Biarkan Ku Pergi (1994)
6. Hati Siapa Tak Luka (1995)
7. Tak Mungkin Dipisahkan (1995)
8. Bukan Aku Yang Kau Cinta (1995)